# 633-as tervszámú tengeralattjáró
A 633-as tervszámú tengeralattjáró (NATO-kódja: Romeo-osztály) a Szovjetunióban az 1950-es években hadrendbe állított dízel-elektromos tengeralattjáró.

## Története
A tengeralattjáró tervezése 1955 augusztusában kezdődött a gorkiji CKB–112 tervezőirodában. A fejlesztés alapjául az 1950-es évek elején épített 613-as tervszámú tengeralattjáró szolgált, a 633-as típus annak továbbfejlesztett változata. A technológia azonban alapvetően a 613-as típus alapjául is szolgáló német XXI típusú tengeralattjáróból származik. A 613-as típushoz képest megnövelték az üzemanyag-mennyiséget, ezzel nőtt a hatótávolság. Átdolgozták továbbá a hajótestet, javították a nyomásállóságát, ezzel növelték a merülési mélységet.
Az első, K–350 hadrendi számú egység építését 1957. szeptember 22-én kezdték el. 1958. május 30-án bocsátották vízre, majd 1959. december 26-án állították hadrendbe. Még az előzetes, 1956-ban jóváhagyott gyártási tervek szerint 560 darabot kellett volna építeni ebből a típusból. Az időközben megjelent új, atommeghajtású technológia azonban háttérbe szorította a dízel-elektromos tengeralattjárókat, így az eredeti terveket feladták, csak 22 darabot építettek a 633-as típusból a gorkiji Krasznoje Szormovo üzemben készültek. Az utolsóként épített példányt 1962. július 15-én adták át a flottának. A gorkiji gyár a négy év kilenc hónapig tartó sorozatgyártás alatt átlagosan kéthavonta bocsátotta vízre a sorozat új egységeit.
Kína 1959-ben megkapta a tengeralattjáró gyártási dokumentációját. Az eredeti szovjet terveket módosították, javítottak a konstrukción. Kínában 1960–1964 között 88 darabot építettek, közülük többet exportáltak is Észak-Koreába, Algériába, Szíriába, Bulgáriába és Egyiptomba.

## Típusváltozatok
- 633L – A hajótest hidrodinamikai vizsgálalaira (az ellenállás csökkentése és a sebesség növelése) szolgáló átépített, modernizált változat, melyet a Lazurit tervezőirodában dolgoztak ki. Az átépítést a gorkiji Krasznoje Szormovo üzem végezte 1967–1969 között, majd 1970-ben bocsátották vízre.
- 633RV – A Vodopad és a Vetyer tengeralattjáró elleni robotrepülőgépek próbáihoz kialakított és átépített változat. Az SZ–49 hadrendi számú egységet 1971–1972-ben, az SZ–49-et 1978–1982 között építették át Szevasztopolban.
- 633KSZ[1] – A 3M10 Granat típusú robotrepülőgép kísérletei céljára átépített változat. Az SZ–128 hadrendi jelzéső egységet 1978-ban építették át erre a célra Szevasztopolban.

## Balesetek
- 1962. január 11-én a B–37 hadrendi számú 641-es típusú tengeralattjárón tűz ütött ki, melynek következtében a fedélzeten lévő összes torpedó felrobbant. A B–37 közelében haladó SZ–350 jelzésű, 633 típusú tengeralattjáró a robbanás következtében súlyosan megrongálódott, a személyzet 11 tagja életét vesztette.
- 2003. április 16-án egy kínai építésű (Ming-osztályú), 361 hadrendi számú tengeralattjárón következett be baleset a Pohaj-tengeren. A lemerülő tengeralattjárón nem sikerült leállítani a dízelmotort, így az elfogyasztotta a fedélzeten lévő oxigént. A személyzet mind a hetven tagja életét vesztette.